# (11964) Prigogine
(11964) Prigogine (1994 PY17) – planetoida z pasa głównego asteroid okrążająca Słońce w ciągu 5,01 lat w średniej odległości 2,93 j.a. Odkryta 10 sierpnia 1994 roku.